# Oscar Luis Vera
Oscar Luis Vera (ur. 11 maja 1976 w Santa Fe) – argentyński piłkarz występujący na pozycji obrońcy. Grał w klubach: Unión Santa Fe, Widzew Łódź, Deportes Puerto Montt, Dinamo Tirana, Sarmiento Junín, Gimnasia y Esgrima Concepción del Uruguay i Real Potosí.